# FIFA 97
FIFA 97 je FIFA-ina videoigra proizvođača EA Canada i izdavača Electronic Artsa. Izašla je 24. lipnja i proizvedena je za IBM PC, PlayStation, SNES, Sega Mega Drive i Sega Saturn. Četvrta je igra u FIFA serijalu.

## Omoti
Omoti FIFA-e 97 po kontinentima:
- Europa - David Ginola (Newcastle United F.C.)
- Amerika, Azija i Oceanija - Bebeto (Brazil)